# Skylon Tower
La Torre Skylon (Skylon Tower, en inglés), en Niagara Falls, Ontario, Canadá, es una torre de observación que domina la vista general de las cataratas del Niágara.
La construcción comenzó en mayo de 1964 y fue inaugurada el 6 de octubre de 1965.
- Datos: Q1208032
- Multimedia: Skylon Tower / Q1208032